# Пайн-Крест (Теннессі)
Пайн-Крест (англ. Pine Crest) — переписна місцевість (CDP) в США, в окрузі Картер штату Теннессі. Населення — 2439 осіб (2020).

## Географія
Пайн-Крест розташований за координатами 36°17′37″ пн. ш. 82°18′32″ зх. д. / 36.29361° пн. ш. 82.30889° зх. д. (36.293672, -82.308993).  За даними Бюро перепису населення США в 2010 році переписна місцевість мала площу 4,78 км², уся площа — суходіл.

## Демографія
Згідно з переписом 2010 року, у переписній місцевості мешкало 2388 осіб у 1118 домогосподарствах у складі 645 родин. Густота населення становила 499 осіб/км².  Було 1221 помешкання (255/км²).
Расовий склад населення:
| - 95,1 % — білих - 1,6 % — чорних або афроамериканців - 0,3 % — азіатів - 0,2 % — корінних американців |

До двох чи більше рас належало 1,9 %. Частка іспаномовних становила 1,6 % від усіх жителів.
За віковим діапазоном населення розподілялося таким чином: 16,2 % — особи молодші 18 років, 67,0 % — особи у віці 18—64 років, 16,8 % — особи у віці 65 років та старші. Медіана віку мешканця становила 42,0 року. На 100 осіб жіночої статі у переписній місцевості припадало 97,2 чоловіків;  на 100 жінок у віці від 18 років та старших — 95,0 чоловіків також старших 18 років.
Середній дохід на одне домашнє господарство  становив 37 373 долари США (медіана — 27 799), а середній дохід на одну сім'ю — 47 099 доларів (медіана — 45 417). Медіана доходів становила 42 143 долари для чоловіків та 28 920 доларів для жінок. За межею бідності перебувало 28,0 % осіб, у тому числі 23,8 % дітей у віці до 18 років та 10,8 % осіб у віці 65 років та старших.
Цивільне працевлаштоване населення становило 1143 особи. Основні галузі зайнятості: освіта, охорона здоров'я та соціальна допомога — 28,7 %, роздрібна торгівля — 18,2 %, мистецтво, розваги та відпочинок — 17,2 %.